# Jack Simmons
John Charles Simmons, detto Jack (Grosse Pointe, 8 ottobre 1924 – Royal Oak, 17 settembre 1978), è stato un giocatore di football americano statunitense che ha militato nel ruolo di offensive lineman nella National Football League (NFL).

## Carriera
Simmons fu scelto dai Baltimore Colts nel corso del 22º giro (207º assoluto) del Draft NFL 1948. Vi giocò per una sola stagione dopo di che passò ai Detroit Lions, con cui disputò due annate. Nel 1951 fu scambiato con i Chicago Cardinals in cambio del centro Vince Banonis. Con essi disputò il resto della carriera, venendo convocato per il suo unico Pro Bowl nella sua ultima annata, quella del 1956.

## Palmarès
- Convocazioni al Pro Bowl: 1

1956